# 도카이 TV 제작 낮의 일일연속극
도카이 TV 제작 낮의 일일연속극은 도카이 TV가 제작됐던 다음 후지 TV에서 월요일부터 금요일 13시대 후반에 방송되는 일일연속극 시리즈 프레임의 하나.
1964년부터 2016년 3월까지 수많은 작품을 인기를 얻었으나, 2010년대 이후에 쇠퇴하면서, 2016년 4월 이후에 폐지되었다.

## 방송 작품 일람
- "#"은 통산 작품 수를 나타낸다.

### 1960년대
| #  | 프로그램 명         | 방송 기간                          | 출연            |
| -- | ------------------- | ---------------------------------- | --------------- |
| 1  | 눈 타오르다         | 1964년                             | 미즈노 쿠미     |
| 2  | 난류                | 1964년                             |                 |
| 3  | 우린 울고되어       | 1964년                             |                 |
| 4  | 신 자유학교         | 1965년                             | 히다리 사치코   |
| 5  | 세상의 근심         | 1965년                             |                 |
| 6  | 있는 낙양           | 1965년                             |                 |
| 7  | 흐트러              | 1965년                             |                 |
| 8  | 오후의 미소         | 1966년                             |                 |
| 9  | 여자의 얼굴         | 1966년                             | 도아케 유키요   |
| 10 | 사랑의 태양         | 1966년                             |                 |
| 11 | 몸 속을 바람이 분다 | 1966년                             |                 |
| 12 | 나날의 배신         | 1967년                             |                 |
| 13 | 불타는              | 1967년 5월 1일 - 7월 28일          |                 |
| 14 | 석양 질 때          | 1967년 7월 31일 - 10월 27일        |                 |
| 15 | 흰 십자가           | 1967년 10월 30일 - 1968년 1월 26일 | 기타오오지 킨야 |
| 16 | 5번초유기리로       | 1968년 1월 29일 - 4월 26일         | 카야시마 나루미 |
| 17 | 누구를위한 사랑     | 1968년 4월 29일 - 6월 28일         |                 |
| 18 | 여름의 이별         | 1968년 7월 1일 - 8월 30일          |                 |
| 19 | 내가 혼자 바다      | 1968년 9월 2일 - 11월 8일          |                 |
| 20 | 꽃은지는 응         | 1968년 11월 11일 - 1969년 1월 31일 | 오오기 치카게   |
| 21 | 둘만의 무지개       | 1969년 2월 3일 - 3년 28일          | 히다리 사치코   |
| 22 | 가마 구레 여자      | 1969년 3월 31일 - 6월 27일         | 오조라 마유미   |
| 23 | 이영차 쇼           | 1969년 6월 30일 - 9월 26일         | 쓰시마 케이코   |
| 24 | 바다는 불이         | 1969년 9월 29일 - 1970년 1월 2일   | 고바야시 치토세 |

### 1970년대
| #  | 프로그램 명            | 방송 기간                        | 출연                             |
| -- | ---------------------- | -------------------------------- | -------------------------------- |
| 25 | 흐트러 염색하고        | 1970년 1월 5일 - 3월 27일        | 미나미다 요코                    |
| 26 | 먼 사구                | 1970년 3월 30일 - 6월 26일       | 세키 미도리, 하라 야스미         |
| 27 | 흰 선율                | 1970년 6월 29일 - 9월 25일       | 타니구치 카오리, 타카하시 마사야 |
| 28 | 출발                   | 1970년 9월 28일 - 1971년 1월 8일 |                                  |
| 29 | 창백한 오후            | 1971년 1월 11일 - 3월 26일       |                                  |
| 30 | 흩어져 바르는을        | 1971년 3월 29일 - 6월 25일       | 나가토 히로유키                  |
| 31 | 순애                   | 1971년 6월 - 10월                |                                  |
| 32 | 돌아 오지 않는 구름    | 1971년 10월 - 12월               |                                  |
| 33 | 보라색 심중            | 1972년 1월 - 4월                 |                                  |
| 34 | 한낮의 달              | 1972년 4월 - 6월                 |                                  |
| 35 | 여름에서 온 편지       | 1972년 6월 - 9월                 |                                  |
| 36 | 그 때가왔다            | 1972년 9월 - 12월 1일            | 미나미다 요코                    |
| 37 | 경험                   | 1972년 12월 4일 - 1973년 2월     |                                  |
| 38 | 신데렐라의 바다        | 1973년 2월 - 5월                 |                                  |
| 39 | 혹시라도 ......        | 1973년 5월 - 6월                 |                                  |
| 40 | 섬                     | 1973년 6월 - 9월                 |                                  |
| 41 | 열애                   | 1973년 9월 17일 - 11월 23일      | 와타나베 후미오                  |
| 42 | 나는 불허              | 1973년 1월 26일 - 1974년 2월 1일 |                                  |
| 43 | 테네시 왈츠            | 1974년 2월 4일 - 4월 26일        |                                  |
| 44 | 사랑 도둑              | 1974년 4월 29일 - 8월 2일        |                                  |
| 45 | 너 기다려해도          | 1974년 8월 - 10월                |                                  |
| 46 | 나는 여자              | 1974년 10월 - 1975년 1월         |                                  |
| 47 | 죽이기없이!            | 1975년 1월 - 3월                 |                                  |
| 48 | 꽃 비해서              | 1975년 3월 - 6월                 |                                  |
| 49 | 하늘로가는 마차        | 1975년 6월 - 8월                 |                                  |
| 50 | 모험                   | 1975년 9월 - 11월                |                                  |
| 51 | 불꽃의 일기            | 1975년 11월 - 1976년 2월         |                                  |
| 52 | 온 하늘의 별           | 1976년 2월 - 4월                 | 이쿠타 에츠                      |
| 53 | 초승달 정화            | 1976년 4월 - 5월                 | 후지타 유미코                    |
| 54 | 폭풍의 뜰              | 1976년 5월 - 7월                 |                                  |
| 55 | 욕망의 강              | 1976년 7월 - 8월                 | 사츠키 미도리                    |
| 56 | 나기사보다 사랑을 담아 | 1976년 8월 - 10월                |                                  |
| 57 | 안돼 양념장            | 1976년 10월 - 1977년 7월         | 시가키 타로                      |
| 58 | 여자의 이쿠사          | 1977년 8월 - 10월                |                                  |
| 59 | 언젠가 본 파란 하늘    | 1977년 10월 - 12월               | 요시유키 카즈코                  |
| 60 | 붙는 짐보              | 1977년 12월 - 1978년 2월         |                                  |
| 61 | 속 안돼 양념장         | 1978년 2월 - 9월                 |                                  |
| 62 | 불신의 때              | 1978년 10월 - 11월               | 나가토 히로유키                  |
| 63 | 홍 심중                | 1978년 11월 - 1979년 1월         |                                  |
| 64 | 조팟리                 | 1979년 1월 - 9월                 |                                  |
| 65 | 이 신 축 늘어          | 1979년 10월 1일 - 12월 28일      |                                  |

### 1980년대
| #   | 프로그램 명                          | 방송 기간                         | 출연                                                                        | 제작            |
| --- | ------------------------------------ | --------------------------------- | --------------------------------------------------------------------------- | --------------- |
| 66  | 수렁의 여자                          | 1980년 1월 - 9월                  | 호시 유리코                                                                 |                 |
| 67  | 에사시의 여자                        | 1980년 9월 - 12월                 |                                                                             |                 |
| 68  | 여상일대 야내에!                     | 1981년 1월 - 9월                  | 후지야마 나오미                                                             |                 |
| 69  | 속 수렁의 여자                       | 1981년 9월 - 12월                 |                                                                             |                 |
| 70  | 깜짝 신부-우리 어머니 요사노 아키코- | 1982년 1월 4일 - 4월 9일          | 후카미 마키코                                                               |                 |
| 71  | 예수님과 논의 이야기                 | 1982년 4월 12일 - 7월 30일        |                                                                             |                 |
| 72  | 에츠코 역전~ 태풍 엄마 분전 ~        | 1982년 8월 2일 - 10월 29일        | 미야모토 노부코                                                             |                 |
| 73  | 오니의 개 사이에                     | 1982년 11월 1일 - 1983년 1월 28일 | 오카에 쿠미코                                                               |                 |
| 74  | 연하의 사람                          | 1983년 1월 31일 - 4월 29일        | 네기시 토시에, 시다 준이치                                                  |                 |
| 75  | 표류가족                             | 1983년 5월 2일 - 7월 29일         | 노가와 유미코                                                               |                 |
| 76  | 오린 씨                              | 1983년 8월 1일 - 9월 30일         | 이케나미 시노                                                               |                 |
| 77  | 다시 만날 날                         | 1983년 10월 3일 - 12월 30일       |                                                                             |                 |
| 78  | 어머니라고                           | 1984년 1월 4일 - 3월 30일         | 후지타 유미코                                                               |                 |
| 79  | 꿈 쫓아 여행                         | 1984년 4월 2일 - 6월 29일         | 나미노 쿠리코                                                               | 도호            |
| 80  | 나의 시어머니 떨어져                 | 1984년 7월 2일 - 9월 28일         | 카나 아키코                                                                 | 도호            |
| 81  | 엄마의 목장                          | 1984년 10월 1일 - 12월 28일       | 하야시 미치코, 후나코시 에이이치로                                          |                 |
| 82  | 헤어진 아내                          | 1985년 1월 - 3월                  |                                                                             |                 |
| 83  | 시노부                               | 1985년 4월 - 6월                  | 후지요시 쿠미코, 다쿠마 신                                                  |                 |
| 84  | 고부 땅 따먹기 전투                  | 1985년 7월 - 9월                  |                                                                             |                 |
| 85  | 작은 방문자                          | 1985년 9월 - 12월                 | 야마구치 카린                                                               |                 |
| 86  | 접해 사랑                            | 1986년 1월 - 3월                  | 야마모토 미도리, 카토 타케시                                                |                 |
| 87  | 무명가족                             | 1986년 3월 31일 - 6월 27일        | 야마구치 이즈미, 미키 료스케, 츠시마 케이코                                 |                 |
| 88  | 사랑의 폭풍                          | 1986년 6월 30日 - 10월 3日        | 다나카 미사코, 와타나베 히로유키, 나가츠카 쿄조, 나카오 아키라, 에나미 쿄코 | 이즈미 방송제작 |
| 89  | 형수                                 | 1986년 10월 - 12월                | 타케하라 에이코, 아서 구로다                                                | 도쿄 영화신사   |
| 90  | 남편이 돌아 날                       | 1987년 1월 5일 - 4월 3일          | 마츠바라 치에코, 타니 하야토                                                | 도호            |
| 91  | 사랑 전설                            | 1987년 4월 6일 - 7월 3일          | 네모토 리츠코, 토도 신지                                                    | 이즈미 방송제작 |
| 92  | 여름 가족                            | 1987년 7월 - 9월                  | 아사지 요코, 하시즈메 이사오                                                |                 |
| 93  | 요즘 세상에 시어머니                 | 1987년 10월 - 12월                | 미츠야 우타코, 하가 켄지                                                    |                 |
| 94  | 꽃의 폭풍                            | 1988년 1월 4일 - 4월 8일          | 다카기 미호, 와타나베 히로유키, 나가츠카 쿄조                               | 이즈미 방송제작 |
| 95  | 접해 사랑II                          | 1988년 4월 - 6월                  |                                                                             | 도호            |
| 96  | 사랑 무정                            | 1988년 7월 - 9월                  | 에노키 타카아키, 하라 히데코                                                | 이즈미 방송제작 |
| 97  | 재혼합니다.                          | 1988년 10월 - 12월                | 하기오 미도리, 테라이즈미 켄, 이와이 한시로                                 | 도호            |
| 98  | 꽃의 이별                            | 1989년 1월 - 3월                  | 테즈카 사토미, 하야미 료, 나카야마 히데유키                                 | 아오이 스튜디오 |
| 99  | 모래의 집                            | 1989년 4월 - 6월                  | 하세 나오미, 오기지마 신이치                                                |                 |
| 100 | 여름의 폭풍                          | 1989년 7월 - 10월                 | 다카기 미호, 와타나베 히로유키, 나가츠카 쿄조, 와쿠이 에미                  | 이즈미 방송제작 |
| 101 | 사랑스런 사위                        | 1989년 10월 - 12월                | 한 분쟈쿠, 키시베 시로, 이토 아츠시                                         | 도호            |

### 1990년대
| #   | 프로그램 명            | 방송 기간                   | 출연 | 제작            |
| --- | ---------------------- | --------------------------- | --- | --------------- |
| 102 | 불꽃의 여로            | 1990년 1월 - 3월            | 난죠 레이코, 타케우치 리키, 히로오카 순                                                                                    | 닛카츠 촬영소   |
| 103 | 위험한 여자들          | 1990년 4월 - 6월            | 호시 요코, 카네다 켄이치                                                                                                   |                 |
| 104 | 라스트 댄스            | 1990년 7월 - 9월            | 코다마 키요시, 사토 오리에, 이소노 키리코                                                                                  | 이즈미 방송제작 |
| 105 | 신금색야차 백년의 사랑 | 1990년 10월 - 12월          | 요코야마 메구미, 이시바시 타모쓰, 나이토 타케시                                                                            | 도호            |
| 106 | 눈 반딧불              | 1991년 1월 - 3월            | 미래 타카코, 무라이 쿠니오, 미즈노 미키                                                                                    | 아오이 스튜디오 |
| 107 | 여자의 성채            | 1991년 4월 - 6월            | 미즈노 쿠미, 오키 나오미, 키타무라 소이치로                                                                                |                 |
| 108 | 꽃의 서약              | 1991년 7월 - 9월            | 카나 아키코, 신도 에이사쿠, 쿠로사와 토시오                                                                                | 이즈미 방송제작 |
| 109 | 설마 내가              | 1991년 10월 - 12월          | 히이로 토모에, 기타즈메 유키, 이리에 와카바, 쿠로다 유키                                                                   |                 |
| 110 | 뜨거운 눈동자에        | 1992년 1월 - 3월            | 나가야마 요코, 타케모토 타카유키                                                                                           | 쇼치쿠          |
| 111 | 번데기 광경            | 1992년 4월 - 7월            | 카토 타케시, 마부치 하루코                                                                                                 | 도호            |
| 112 | 약속의 여름            | 1992년 7월 6일 - 10월 2일   | 오오사와 이츠미, 시호도 와타루, 마츠자키 시게루                                                                            | 이즈미 방송제작 |
| 113 | 사랑의 축제            | 1992년 10월 - 12월          | 스미다 유키, 니시카와 타다시                                                                                               | 국제방영        |
| 114 | 올바른 결혼            | 1993년 1월 - 4월            | 후지요시 쿠미코, 후나코시 에이이치로, 카와시마 나오미                                                                      | 도호            |
| 115 | 라스트 프렌드          | 1993년 4월 - 6월            | 미야자키 요시코, 키류 유코, 미야자키 요시코                                                                                | 아오이 스튜디오 |
| 116 | 유혹의 여름            | 1993년 6월 - 9월            | 사쿠라이 아츠코, 타카하시 에츠시, 사와무카이 요지                                                                          | 도호            |
| 117 | 꽃 피는 집             | 1993년 9월 - 12월           | 하라다 다이지로, 하기오 미도리(제1부) 노무라 마미, 카와노 타로(제2부) 카와사키 쵸이치로、타카다 토시에、하라 히데코(제3부) | 이즈미 방송제작 |
| 118 | 당신이 좋아합니다      | 1994년 1월 - 4월            | 요시카와 토와코, 카츠노 히로시, 츠부라야 히로시                                                                            | 도호            |
| 119 | 운명의 숲              | 1994년 4월 - 7월            | 쿠노 아키코, 후카와 토시카즈, 이시이 미츠코                                                                                | 국제방영        |
| 120 | 사랑의 천사            | 1994년 7월 - 9월            | 노무라 마미, 와타베 아츠로, 미네기시 토오루                                                                                | 도호            |
| 121 | 매료되어               | 1994년 10월 - 12월          | 카타히라 나기사, 토요하라 코스케, 카야시마 나루미                                                                          | 쇼치쿠          |
| 122 | 반지                   | 1995년 1월 - 3월            | 미즈시마 카오리, 타카시마 레이코                                                                                           | 이즈미 방송제작 |
| 123 | 바람의 론도            | 1995년 4월 - 7월            | 모리구치 요코, 타무라 료, 테라이즈미 켄                                                                                    | 도호            |
| 124 | 더블 마더              | 1995년 7월 - 9월            | 토리고에 마리, 시노다 사부로, 아사카 마유미、후루야 요이치                                                                 | 국제방영        |
| 125 | 사랑과 죄와            | 1995년 10월 - 12월          | 오니시 유카, 와타나베 히로유키, 나카오 아키라                                                                              | 이즈미 방송제작 |
| 126 | 그 등불은 지우지 않는  | 1996년 1월 - 3월            | 사카구치 료코, 시바 토시오, 요시노 마유미, 오하시 고로                                                                     | 텔레팩          |
| 127 | 행복의 예감            | 1996년 4월 - 6월            | 와타나베 아즈사, 후케 노리마사, 미즈노 쿠미, 오카 사토미                                                                   | 비디오 포커스   |
| 128 | 한여름의 장미          | 1996년 7월 - 9월            | 야스나가 아이, 오노데라 아키라, 와니부치 하루코                                                                            | 도호            |
| 129 | 하루짱                 | 1996년 9월 - 12월           | 나카하라 카난 | 도호            |
| 130 | 남자의 고르는 법       | 1997년 1월 - 3월            | 카라스마 세츠코, 후세 아키라, 타카치 노보루                                                                                | 국제방영        |
| 131 | 빙염 죽어도 좋다       | 1997년 3월 - 6월            | 오가와 토모코, 하야미 료                                                                                                   | 비디오 포커스   |
| 132 | 모래성                 | 1997년 6월 30일 - 10월 3일  | 사토 아츠히로, 모리시타 료코, 오오바 쿠미코, 미나미다 요코                                                                 | 채의 회         |
| 133 | 그 때가왔다            | 1997년 10월 6일 - 12월 26일 | 오오타니 나오코, 마스자와 노조미, 긴푼초                                                                                   | 이즈미 방송제작 |
| 134 | 하루짱2                | 1998년 1월 - 3월            | 나카하라 카난 | 도호            |
| 135 | 백의의 두 사람         | 1998년 4월 - 7월            | 오다카 메구미, 아미와마 나오코, 오카다 마스미                                                                              | 텔레팩          |
| 136 | 주홍 능선              | 1998년 7월 6일 - 10월 2일   | 모리시타 료코, 후케 노리마사, 이노우에 마오                                                                                | 비디오 포커스   |
| 137 | 생명의 그릇            | 1998년 10월 - 12월          | 와타나베 아즈사, 카츠무라 마사노부, 아유 유키, 오카노 신이치로                                                             | 이즈미 방송제작 |
| 138 | 행복 만들기            | 1999년 1월 - 4월            | 이가라시 이즈미, 후카 토시카즈, 미즈노 쿠미                                                                                | 도호            |
| 139 | 하루짱3                | 1999년 4월 - 7월            | 나카하라 카난 | 국제방영        |
| 140 | 사랑의 유성            | 1999년 7월 - 9월            | 오쿠야마 요시에, 마츠무라 유키                                                                                             | 비디오 포커스   |
| 141 | 바람의 행방            | 1999년 9월 - 12월           | 사카구치 료코, 카타 오카 히로타카, 네기시 토시에, 타카마츠 히데오                                                          | 이즈미 방송제작 |

### 2000년대
| #   | 프로그램 명                       | 방송 기간                   | 출연                                                                            | 제작            |
| --- | --------------------------------- | --------------------------- | ------------------------------------------------------------------------------- | --------------- |
| 142 | 더 미용실                         | 2000년 1월 - 3월            | 이마무라 케이코, 나츠키 마리, 오조라 마유미                                     | 텔레팩          |
| 143 | 하루짱4                           | 2000년 4월 - 6월            | 나카하라 카난                                                                   | 국제방영        |
| 144 | 여자끼리                          | 2000년 7월 - 9월            | 와타나베 노리코, 나카가와 안나, 후케 노리마사                                   | 도호 주식회사   |
| 145 | 행복의 내일                       | 2000년 9월 - 12월           | 시미즈 유키코, 나미키 시로                                                      | 비디오 포커스   |
| 146 | 여배우 안즈                       | 2001년 1월 - 3월            | 오기노메 케이코, 아이카와 킨야                                                  | 이즈미 방송제작 |
| 147 | 사랑의 말씀                       | 2001년 4월 - 6월            | 츠루미즈 루이, 오카모토 코타로, 아와시마 치카게                                 | 텔레팩          |
| 148 | 하루짱5                           | 2001년 7월 - 9월            | 나카하라 카난                                                                   | 국제방영        |
| 149 | 레드                              | 2001년 10월 - 12월          | 유이 료코, 세키구치 토모히로, 무라이 카츠유키                                   | 비디오 포커스   |
| 150 | 어머니의 고백                     | 2002년 1월 - 3월            | 다카하시 히토미, 쿠니히로 미유키, 아키모토 나오미                               | 이즈미 방송제작 |
| 151 | 진주부인                          | 2002년 4월 1일 - 6월 28일   | 요코야마 메구미, 가츠라야마 신고, 모리시타 료코, 오오와다 신야                  | 도호 주식회사   |
| 152 | 신 사랑의 폭풍                    | 2002년 7월 - 9월            | 후지타니 미키, 카나메 준, 이시하라 요시즈미                                     | 이즈미 방송제작 |
| 153 | 하루짱6                           | 2002년 9월 - 12월           | 나카하라 카난, 마사토                                                           | 국제방영        |
| 154 | 행복 피었다 ~ 결혼상담소 이야기 ~ | 2003년 1월 - 3월            | 타카하시 카오리, 나카지마 쇼코, 카야시마 나루미                                 | 비디오 포커스   |
| 155 | 사랑해 나무 사람에                | 2003년 4월 - 6월            | 마부치 에리카, 코쿠쇼 사유리                                                    | 도호 주식회사   |
| 156 | 칸타입니다 스타!                  | 2003년 6월 - 9월            | 야마다 준다이, 와타나베 아즈사, 이시자카 코지, 유키 사오리                      | 텔레팩          |
| 157 | 진실일로                          | 2003년 9월 - 12월           | 타카오카 사키, 카세 타이슈                                                      | 이즈미 방송제작 |
| 158 | 모란과 장미                       | 2004년 1월 5일 - 3월 26일   | 오오코우치 나나코, 오자와 마주, 카와카미 마이코, 니시무라 카즈히코, 진보 사토시 | 비디오 포커스   |
| 159 | 영원한 널 향                      | 2004년 3월 29일 - 6월 25일  | 오지 메구미, 하마다 마나부, 무라이 카츠유키                                     | 도호 주식회사   |
| 160 | 여의 유 ~ 파란 하늘 클리닉 ~      | 2004년 6월 28일 - 9월 24일  | 키노우치 아키코, 카토 차, 키시다 쿄코                                           | 국제방영        |
| 161 | 사랑의 솔레아                     | 2004년 9월 27일 - 12월 29일 | 오기노메 케이코, 호리에 게이, 한다 켄토                                         | 이즈미 방송제작 |
| 162 | 겨울의 윤무                       | 2005년 1월 6일 - 4월 1일    | 토오노 나기코, 쿠로사카 마미, 이시노 요코, 후케 노리마사                        | 비디오 포커스   |
| 163 | 위험한 관계                       | 2005년 4월 4일 - 7월 1일    | 타카하시 카오리, RIKIYA, 오노데라 아키라, 미즈사와 아키                         | 도호 주식회사   |
| 164 | 계약결혼                          | 2005년 7월 4일 - 9월 30일   | 히나가타 아키코, 하세가와 토모하루                                              | 국제방영        |
| 165 | 진홍색 십자가                     | 2005년 10월 3일 - 12월 28일 | 니시무라 카즈히코、츠구미                                                       | 이즈미 방송제작 |
| 166 | 신 바람의 론도                    | 2006년 1월 5일 - 3월 31일   | 오자와 마주, 다나카 미나코, 진보 사토시, 마츠오 마사토시                        | 비디오 포커스   |
| 167 | 거짓의 화원                       | 2006년 4월 3일 - 6월 30일   | 토오야마 쿄오코, 우에하라 사쿠라, 마츠다 켄지, 콘 요코                          | 도호 주식회사   |
| 168 | 아름다운 함정                     | 2006년 7월 3일 - 9월 29일   | 사쿠라이 아츠코, 다카스기 미즈호, 마로 아카지                                   | 국제방영        |
| 169 | 붉은 문장                         | 2006년 10월 2일 - 12월 27일 | 사카이 미키, 야마구치 마키야, 오기 시게미츠, 미츠시마 히카리                    | 텔레팩          |
| 170 | 산모 실격                         | 2007년 1월 4일 - 3월 30일   | 요시모토 미요코, 히루마 요시노리, 하라 치아키                                   | 비디오 포커스   |
| 171 | 아름다운 오니                     | 2007년 4월 2일 - 6월 29일   | 가네코 사야카, 토오노 나기코, 카몬 요코                                         | 이즈미 방송제작 |
| 172 | 금색의 날개                       | 2007년 7월 2일 - 9월 28일   | 코쿠부 사치코, 다카스기 미즈호, 츠루기 미유키                                   | 국제방영        |
| 173 | 사랑의 미궁                       | 2007년 10월 1일 - 12월 27일 | 미야모토 마키, 호사카 나오키, 타카하시 카오리, 쿠로카와 메이                    | 텔레팩          |
| 174 | 아타카가 사람들                   | 2008년 1월 7일 - 3월 28일   | 엔도 쿠미코, 우치다 시게, 오다 아카네, 고바야시 다카시카                        | 비디오 포커스   |
| 175 | 화의몽의                          | 2008년 3월 31일 - 6월 27일  | 오자키 아이, 오자키 유이, 요시다 마키코, 요시다 마유코, 마시마 히데카즈         | 이즈미 방송제작 |
| 176 | 흰색과 검은                       | 2008년 6월 30일 - 9월 26일  | 니시하라 아키, 사토 토모히토, 고바야시 카츠야, 코야나기 루미코                  | 국제방영        |
| 177 | 애수의 로메라                     | 2008년 9월 29일 - 12월 26일 | 이토 아이코, 아이바 켄지, 지부에 죠지, 류야                                     | 텔레팩          |
| 178 | 비혼동맹                          | 2009년 1월 5일 - 4월 3일    | 사토 히토미, 아키야마 에리사, 리 치즈루, 카자마 토오루, 미하라 준코             | 비디오 포커스   |
| 179 | 에고이스트 ~egoist~               | 2009년 4월 6일 - 5월 29일   | 요시이 레이, 미야지 마오, 카와시마 나오미                                       | 이즈미 방송제작 |
| 180 | 여름의 비밀                       | 2009년 6월 1일 - 8월 28일   | 야마다 마이코, 세가와 아키라, 우치우라 준이치                                   | 국제방영        |
| 181 | 폭풍우가준 것                     | 2009년 8월 31일 - 10월 30일 | 이와사키 히로미, 나가오카 타스케, 미야모토 마키                                 | 텔레팩          |
| 182 | 크리스마스의 기적                 | 2009년 11월 2일 - 12월 29일 | 타카하시 카오리, 오카다 히로키, 쿠보타 마사타카                                 | 비디오 포커스   |

### 2010년대
| #   | 프로그램 명                             | 방송 기간                          | 출연 | 제작                          |
| --- | --------------------------------------- | ---------------------------------- | --- | ----------------------------- |
| 183 | 인디고의 밤                             | 2010년 1월 5일 - 4월 2일           | 모리구치 요코, 롯카쿠 세이지, 카토 카즈키, 마스 타케시 | 쿄도 TV                       |
| 184 | 창부와 숙녀                             | 2010년 4월 5일 - 7월 2일           | 아다치 유미, 토바 준, 이시카와 신이치로, 노무라 히로노부 | 이즈미 방송제작               |
| 185 | 내일의 빛을 잡고                        | 2010년 7월 5일 - 9월 3일           | 히로세 아리스, 사카키바라 테츠지, 야자와 신, 후지타 유미코, 와타나베 잇케이 | MMJ                           |
| 186 | 천사의 대리인                           | 2010년 9월 6일 - 10월 29일         | 다카하타 아츠코, 이치게 요시에, 호시노 마리, 이소노 키리, 토코시마 요시코, 오자와 마주, 타카시로 케이, 타나카 리츠코, 타키가와 하나코, 미야시타 토모미                                          | 쿄도 TV                       |
| 187 | 신부의 노렌                             | 2010년 11월 1일 - 12월 29일        | 하다 미치코, 노기와 요코, 츠다 칸지 | 텔레팩                        |
| 188 | 사쿠라신쥬                              | 2011년 1월 5일 - 4월 8일           | 유민, 토쿠야마 히데노리, 마츠다 켄지, 나카자와 유코, 하야시 탄탄, 진보 사토시 | 쿄도 TV                       |
| 189 | 안개에 사는 악마                        | 2011년 4월 11일 - 7월 1일          | 이리야마 노리코, 강창웅, 쿄노 코토미, 나카다 요시코 | 국제방영                      |
| 190 | 내일의 빛을 잡고2                       | 2011년 7월 4일 - 9월 2일           | 코지마 후지코, 마츠시타 유야, 모리타 나오유키, 와타나베 잇케이, 오가와 나츠미, 야자와 신, 후지타 유미코                                                                                         | MMJ                           |
| 191 | 독희와 나                               | 2011년 9월 5일 - 10월 28일         | 사쿠라이 아츠코, 쿠로카와 메이, 시부에 죠지 | 이즈미 방송제작               |
| 192 | 신부의 노렌 (재2시리즈)                 | 2011년 10월 31일 - 12월 29일       | 하다 미치코, 노기와 요코, 츠다 칸지 | 텔레팩                        |
| 193 | 스즈코의 사랑 미야코 초초 여자의 일대기 | 2012년 1월 5일 - 3월 30일          | 에미 쿠라라, 미야마 카렌, 아사노 유코, 카타오카 츠루타로 | 쿄도 TV                       |
| 194 | 일곱 적이있다!~ 엄마들의 PTA 분투기 ~   | 2012년 4월 2일 - 6월 29일          | 마코토 츠바사, 고바야시 사치코, 고바야시 아야코, 오노 마유미, 아리모리 나리미 | 다이에이 TV                   |
| 195 | 나의 여름방학                           | 2012년 7월 2일 - 8월 31일          | 아야베 슈토, 니노미야 아카리, 이노우에 마사히로, 아리무라 카스미, 타카오카 사키, 아이자와 리나, 미즈노 에리나, 이토 마미코, 이시마루 시이나, 우츠이 켄(특별출연), 유키 사오리(특별출연)         | 쿄도 TV                       |
| 196 | 붉은 실의 여자                          | 2012년 9월 3일 - 11월 2일          | 미쿠라 마나, 오쿠무라 요시에, 우에노 나츠히, 세가와 료, 카토 카즈키, 이시다 준이치 | 비디오 포커스                 |
| 197 | 행복의 시간                             | 2012년 11월 5일 - 12월 28일        | 다나카 미나코, 니시무라 카즈히코, 카구라자카 메구미, 카토오노 타이코 | AX-ON(제작협력)               |
| 198 | 옥신각신 하는 사이에 복이 온다          | 2013년 1월 7일 - 3월 29일          | 시라이시 미호, 나카무라 타마, 야마구치 마키야, 이토 시로, 호시 유리코 | 텔레팩                        |
| 199 | 백의의 눈물                             | 2013년 4월 1일 - 6월 28일          | 미즈노 미키, 나가이 마사루, MEGUMI, 야마모토 요코(제1부) 히라야마 아야, 와다 소코, 미즈노 쿠미(제2부) 이시구로 히데오, 코이즈미 마야, 오자와 마주(제3부) 하세가와 토모하루(여러부출연)          | 국제방영                      |
| 200 | 내일의 빛을 잡고 -2013 여름-            | 2013년 7월 1일 - 8월 30일          | 스다 안나, 스가 켄타, 마사키 레이야, 와타나베 잇케이 | MMJ                           |
| 201 | 키요코 난만                             | 2013년 9월 2일 - 10월 25일         | 후쿠다 사키、이시가키 유마, 고우다 마사시, 와타나베 히로유키, 오토리 레이, 타카치 노보루, 아카자 미요코, 마츠바라 치에코, 카토 케이스케, 야가미 렌                                              | 이즈미 방송제작               |
| 202 | 천국의 사랑                             | 2013년 10월 28일 - 12월 27일       | 토코시마 요시코, 코미야 아리사, 우치 히로키, 타카다 쇼, 마리야 토모코, 사와이 미유 | 비디오 포커스(제작협력)       |
| 203 | 신부의 노렌 (재3시리즈)                 | 2014년 1월 6일 - 3월 28일          | 하다 미치코, 노기와 요코, 츠다 칸지, 카라스마 세츠코, 야마모토 케이 | 텔레팩                        |
| 204 | 성모 키요미 이야기                      | 2014년 3월 31일 - 6월 27일         | 코치 마치코, 미와 히토미, 하라다 류지, 오카 미츠코 | TSP                           |
| 205 | 푸른 바다 ~ LONG SUMMER ~               | 2014년 6월 30일 - 8월 29일         | 죠 에리코, 이누카이 아츠히로(제1부) 오키나 메구미, 토쿠야마 히데노리(제2부) | 요시모토흥업, 국제방영        |
| 206 | 내버려 둘 수 없는 마녀들                | 2014년 9월 1일 - 10월 31일         | 아사노 유코、미야케 켄, 샤쿠 유미코, 마츠모토 아키코, 무로이 시게루 | 쿄도 텔레비전                 |
| 207 | 신데렐라 데이트                         | 2014년 11월 3일 - 12월 26일        | 호시노 마리、마시마 히데카즈, 진나이 토모노리, 쿠로카와 토모카, 오카에 쿠미코, 이노우에 쥰 | 텔레팩                        |
| 208 | 신부의 노렌 (재4시리즈)                 | 2015년 1월 5일 - 3월 27일          | 하다 미치코, 노기와 요코, 야다 아키코, 츠다 칸지, 야마모토 케이, 사와다 마사미 | 텔레팩                        |
| 209 | 플래티넘 에이지                         | 2015년 3월 30일 - 5월 29일         | 사카키바라 이쿠에, 이케가미 키미코, 미야자키 요시코 | 국제방영                      |
| 210 | 내일도 틀림없이 맛있는 밥 ~ 은스푼 ~    | 2015년 6월 1일 - 7월 31일          | 타카스기 마히로, 토미타 야스코 | 쇼치쿠                        |
| 211 | 치유가게 키리코의 약속                  | 2015년 8월 3일 - 9월 25일          | 료가 하루히, 마에다 아키, 토츠카 쇼타, 고바야시 마사히로, 하세가와 토모하루, 나카야마 쿠루미 게스트: 이즈미 핀코, 키리시마 레이카, 타카하시 켄이치, 야마모토 요코, 야마자키 시즈요, 츠카지 무아 | 쿄도 TV                       |
| 212 | 헤어지면 좋아하는 사람                  | 2015년 9월 28일 - 11월 27일        | 아야베 유지, 시라이시 미호, 아키모토 사야카, 나카무라 야스히, 야마구치 토모미츠 | 요시모토흥업, 이즈미 방송제작 |
| 213 | 신 모란과 장미                          | 2015년 11월 30일 - 2016년 1월 29일 | 마유즈미 에리카, 아이자와 리나, 미야마 카렌, 이토 카즈에, 다나카 미나코 | 비디오 포커스                 |
| 214 | 폭풍 눈물 ~ 우리에게 내일은있다 ~       | 2016년 2월 1일 - 2016년 3월 31일   | 사토 에리코, 타쿠마 타카유키, 엔도 쿠미코, 류 라이타 | 텔레팩                        |